# Camponotus arnoldinus
Camponotus arnoldinus är en myrart som beskrevs av Auguste-Henri Forel 1914. Camponotus arnoldinus ingår i släktet hästmyror, och familjen myror. Inga underarter finns listade.